# Véhicule piégé

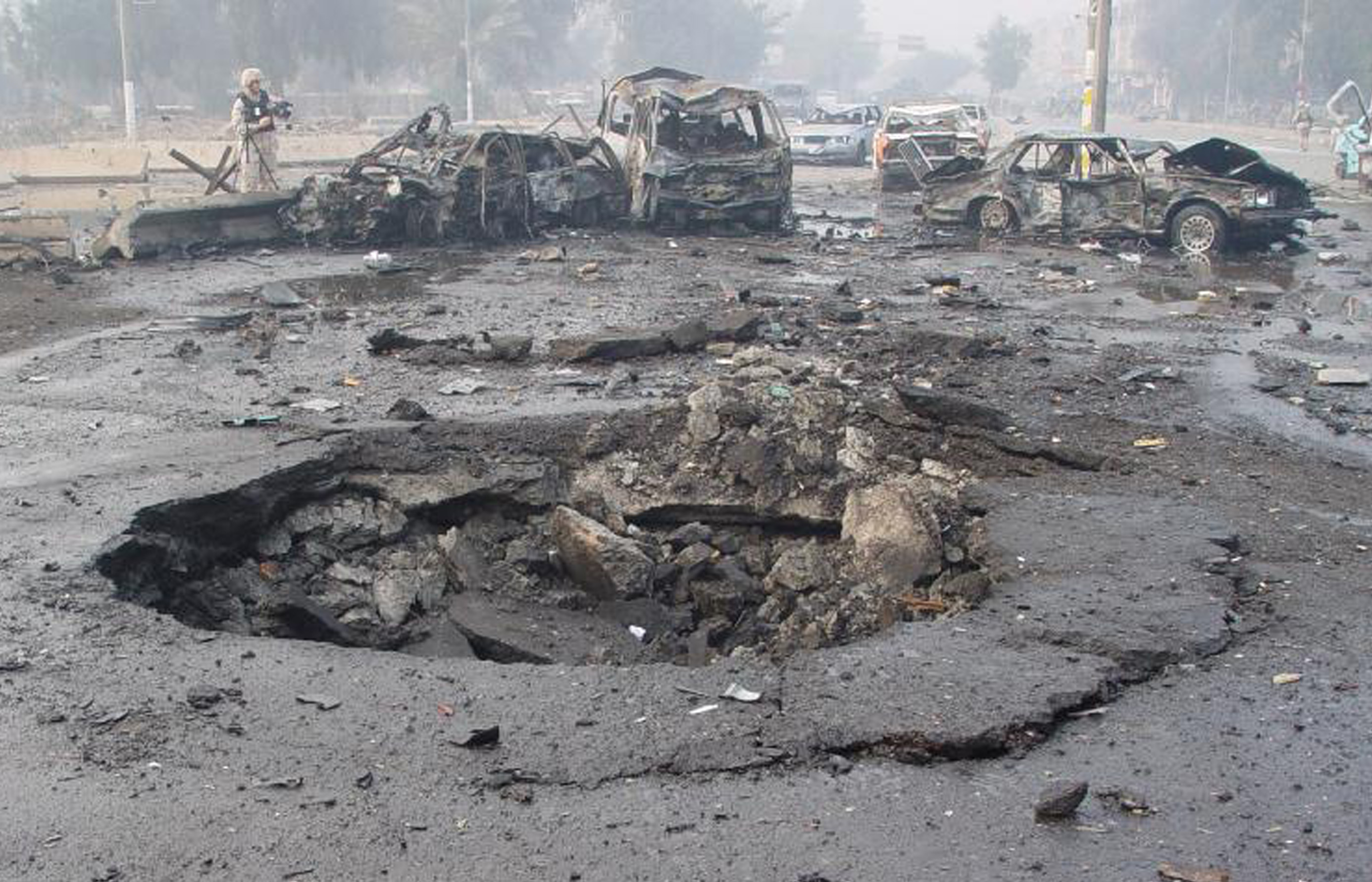
Conséquences d'un attentat à la voiture piégée à Bagdad (2004).

Un véhicule piégé (parfois VBIED, sigle pour la locution anglaise « Vehicle Borne Improvised Explosive Device ») est un véhicule dans lequel ont été dissimulées des charges explosives afin de commettre un assassinat ou un attentat. 
Dans le cas d'un attentat, les effets dévastateurs occasionnés, son fort impact psychologique, son faible coût financier et logistique, la difficulté qu'il y a à le détecter, ont fait du véhicule piégé l'une des armes de prédilection des organisations de combattants irréguliers, souvent qualifiés par leurs adversaires de terroristes.

## Typologie
Il faut distinguer deux types d'utilisation du véhicule piégé, très différents dans leur mode opératoire comme dans leur visée :
- Le fait de cacher une bombe dans le compartiment moteur, sous le châssis ou sous le siège d'un véhicule afin d'en assassiner le ou les occupants lorsqu'ils l'utiliseront.
- Le véhicule dans lequel est entreposée une grande quantité d'explosifs, afin de générer une explosion de forte puissance qui détruira tout ce qui se trouve à proximité du véhicule. Ce type de véhicules est parfois désigné sous le nom de « véhicule-bombe »[2].

Les véhicules piégés du premier type sont utilisés pour assassiner des cibles précises et clairement identifiées : ils ne nécessitent qu'une faible quantité d'explosifs (1 à 5 kg), mais une importante préparation en amont (pouvoir accéder au véhicule de la cible pour y déposer la bombe et le mécanisme d'amorçage, être en mesure de camoufler ceux-ci ainsi que d'effacer les traces de son passage.) Cette technique fut utilisée également par le crime organisé particulièrement dans la côte est des États-Unis dans les années 1930, puis en Italie, entre 1983-93, par le "parrain de parrains" Salvatore Riina pour tuer mafieux rivaux ou hommes institutionnelles comme les procureurs Rocco Chinnici et Paolo Borsellino et également par le narcotrafiquant colombien Pablo Escobar entre 1990-93 avec l'objectif d'éviter les extraditions des narcotrafiquants aux États-Unis. Elle servit également à commettre des assassinats politiques (celui de Ghassan Kanafani par le Mossad à Beyrouth en 1972 par exemple.)
Les véhicules piégés du second type peuvent revêtir des formes variées, depuis la bicyclette (Saïgon, 1963) jusqu'au camion. Celui utilisé par le Hezbollah contre l'armée américaine à Beyrouth en 1983, le même jour que l'attentat du Drakkar, contenait six tonnes d'explosif, soit un peu plus de deux fois plus que la charge que peut transporter sur une longue distance un bombardier B-24 de la Seconde Guerre mondiale : ce qui fait dire à Mike Davis, auteur d'une histoire de l'utilisation des véhicules piégés au cours du XXe siècle, que ceux-ci seraient les « bombardiers du pauvre » (the poor man's air force).
Ces « véhicules-bombes » peuvent être utilisés de deux façons : afin de viser une cible précise ou bien afin de perpétrer un attentat « aveugle ». La cible des attentats de la première catégorie peut être individuelle (attentat de l'ETA contre José María Aznar en avril 1995) ou collective (attentats du Hezbollah contre les troupes françaises et américaines à Beyrouth, 1983). Lorsque la cible est mobile et que le véhicule piégé est censé exploser à son passage, l'attentat ainsi perpétré entre dans la catégorie plus générale des embuscades. Les attentats de la seconde catégorie sont essentiellement des armes de guerre psychologique, destinées à semer la panique chez les populations visées (attentats de Belfast par l'IRA en 1972, ou de Dublin par l'Ulster Volunteer Force en 1974). Dans ce dernier cas, sont privilégiées les « cibles molles » (soft targets) telles que les zones d'habitation, les zones commerciales ou encore les quartiers d'affaires, de préférence aux zones protégées : les dégâts causés y sont plus importants.

## Utilisations tactiques et stratégiques
La différence établie dans le domaine militaire conventionnel entre tactique et stratégie est également opératoire dans le domaine des opérations mises en œuvre par des combattants irréguliers. La frontière entre les deux concepts est toutefois difficile à tracer. L'analyste Jacques Baud définit le champ de la tactique dans le cadre de l'utilisation d'engins explosifs comme étant ce qui vise « à atteindre des objectifs ponctuels et limités, comme l'élimination d'une personne précise, ou une embuscade contre une patrouille militaire ». Les objectifs stratégiques sont en revanche à l'œuvre lorsqu'il s'agit de « chercher à entretenir un climat général de terreur, à démontrer une capacité à conserver l'initiative ou simplement des capacités opérationnelles ».
Parmi les objectifs stratégiques visés par les attentats au véhicule-piégé, on trouve ce que certains anarchistes, qui furent les premiers à utiliser des véhicules piégés, ont théorisé sous le nom de « propagande par le fait » : « cette maxime signifiait que l'acte terroriste était le meilleur messager de la nécessité de renverser le régime et la torche qui montrerait la voie pour le faire. » Cette théorie a trouvé un nouvel essor avec l'avènement des nouveaux médias (télévision, puis internet), qui permettent de diffuser massivement la nouvelle et les images des attentats, avec toutefois un changement notable : alors qu'il s'agissait pour ses premiers adeptes de sélectionner soigneusement une cible symbolique (chef de gouvernement, ministres), leurs continuateurs contemporains misent essentiellement sur des attaques indiscriminées et spectaculaires dont « la valeur de choc maximale [permet d'assurer] une massive couverture médiatique » Les attentats du 11 septembre 2001 en sont la plus frappante illustration à ce jour. Quoi qu'il en soit, la « Propagande par le fait » ne constitue pas une stratégie complète. En effet, dans cette perspective, le terrorisme n'est qu'une étape préliminaire de la lutte : « c'est un mécanisme destiné à hisser un drapeau et à recruter, un prélude qui devrait permettre aux insurgés de développer d'autres modes de lutte. »
Une utilisation plus directement stratégique du véhicule piégé est communément désigné sous le terme de « provocation » : celle-ci consiste à utiliser les attentats terroristes dans le but d'entraîner de la part de l'autorité politique « des mesures répressives qui, forcément, affectent aussi des fractions de la population qui ne sont pas associées aux insurgés. En retour, ces mesures accroissent par là même le soutien de l'opinion publique aux terroristes et à leur cause. » (cette stratégie fut théorisée par l'activiste communiste brésilien Carlos Marighella) : le Lehi dans les années 1940, ou l'OAS en 1962, poursuivaient de tels objectifs en utilisant des véhicules piégés.
Un troisième objectif stratégique qui peut être recherché au moyen de l'utilisation de véhicules-piégés est la stratégie de l'usure : les insurgés « estiment qu'ils sont plus endurants que le gouvernement et que, s'ils persistent, ce dernier finira par céder ». Cette stratégie est surtout efficace lorsqu'il s'agit de s'attaquer à un État en dehors de ses frontières, afin notamment d'obtenir le départ de ses troupes stationnées sur un sol étranger : c'est la stratégie qui fut mise en œuvre par le Việt Minh dans les années 1960, par le Hezbollah en 1983, et par certains groupes actuellement actifs en Irak.
Les deux autres principes stratégiques listés par Ariel Merari, l'« intimidation » et la « stratégie du chaos » (ou « stratégie de la tension ») peuvent également expliquer l'utilisation de véhicules piégés en vue de commettre des attentats.

## Avantages et inconvénients potentiels
Des sept caractéristiques que définit Mike Davis à propos des véhicules piégés, cinq peuvent être considérées comme avantageuses pour leurs utilisateurs, tandis qu'une sixième est un inconvénient potentiel.
- Leur puissance de frappe qui occasionne des dégâts tels qu'il est pratiquement impossible pour le gouvernement visé de passer sous silence les occurrences d'attentats de ce type, « même dans un contexte d'isolation extrême ou sous un régime fortement autoritaire »[20].
- La difficulté qu'il y a à les prévenir, surtout dans les milieux urbains à forte concentration de véhicules automobiles, ceux qui sont piégés ne se distinguant en rien des véhicules courants.
- Le faible coût de l'opération (l'attentat d'Oklahoma City a coûté en tout et pour tout 5 000 dollars, et a permis à ses instigateurs de détruire un bâtiment fédéral et de causer la mort de 168 personnes)[20].
- La facilité de préparation : même s'il existe des centres d'entraînement à la confection et à l'utilisation de véhicules piégés, ceux-ci ne nécessitent pas une logistique particulièrement lourde ni de compétences spécialisées. L'attentat à l'université de Madison en 1970 (en) fut perpétré par des étudiants qui n'avaient pas suivi de formation d'artificiers.
- L'emploi d'un véhicule piégé laisse peu de traces et d'indices pour les enquêteurs.

Pour toutes ces raisons, explique Davis, le véhicule-piégé est devenu une technique répandue, dont l'utilisation a permis de petites organisations d'accéder à une marge de manœuvre sociopolitique disproportionnée par rapport à leur absence de base sociale et de légitimité politique, tout en augmentant considérablement la puissance de feu d'organisations dotées d'une réelle base populaire, comme l'IRA ou l'ETA.
En revanche, l'utilisation de véhicules piégés présente sur le plan stratégique un inconvénient potentiel majeur : parce qu'elle cause presque nécessairement des « dégâts collatéraux » importants, elle « s'avère non moins efficace pour détruire la crédibilité morale d'une cause politique et aliéner les soutiens de sa base de masse ». L'IRA a ainsi pu s'apercevoir que, pour reprendre la formule de l'activiste communiste uruguayen Abraham Guillén (en), « une grande victoire tactique [peut] conduire à une défaite stratégique encore plus grande ».

## Histoire

### Premières utilisations

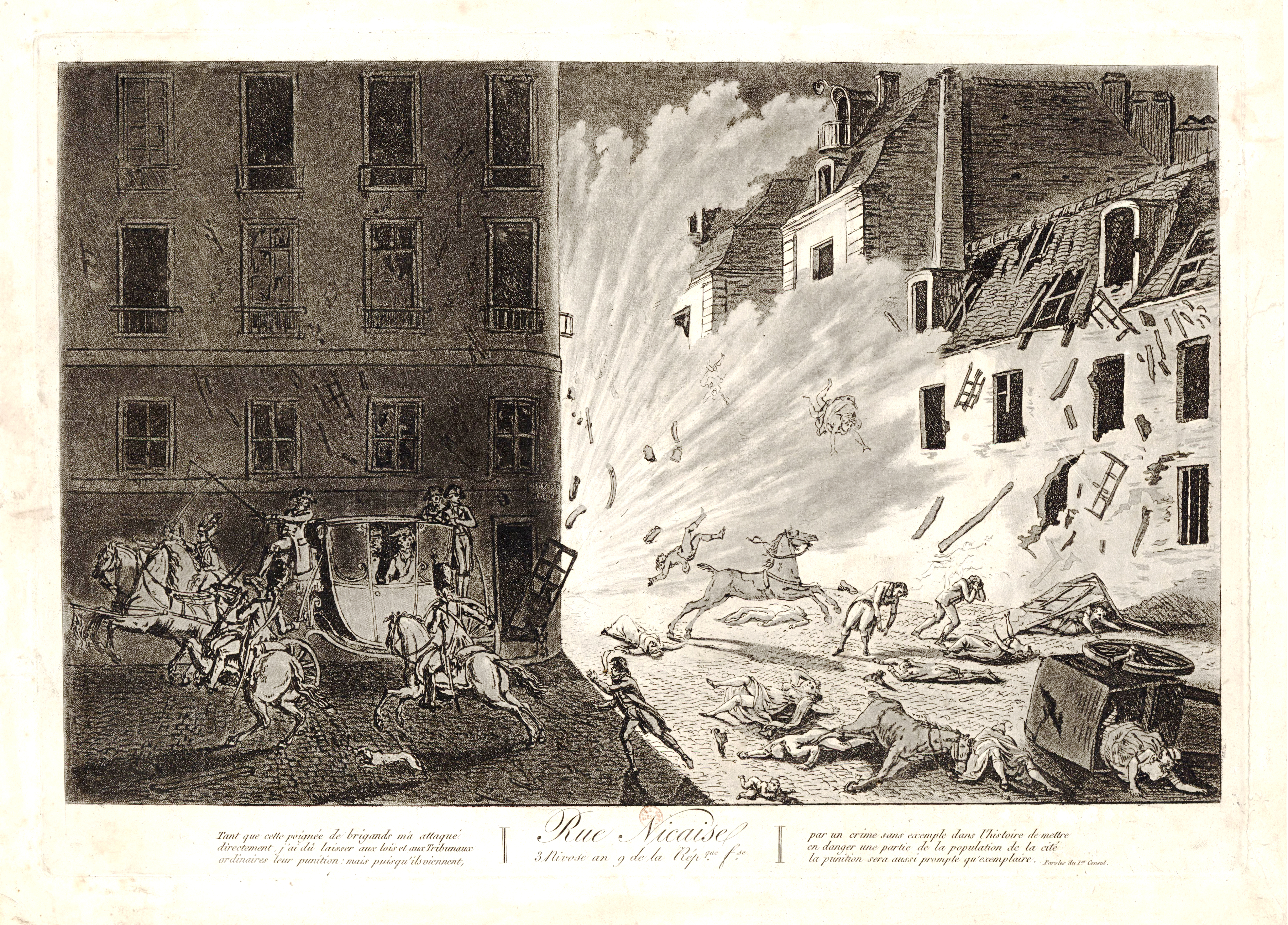
Gravure représentant l'attentat de la rue Saint-Nicaise, parue en 1883.

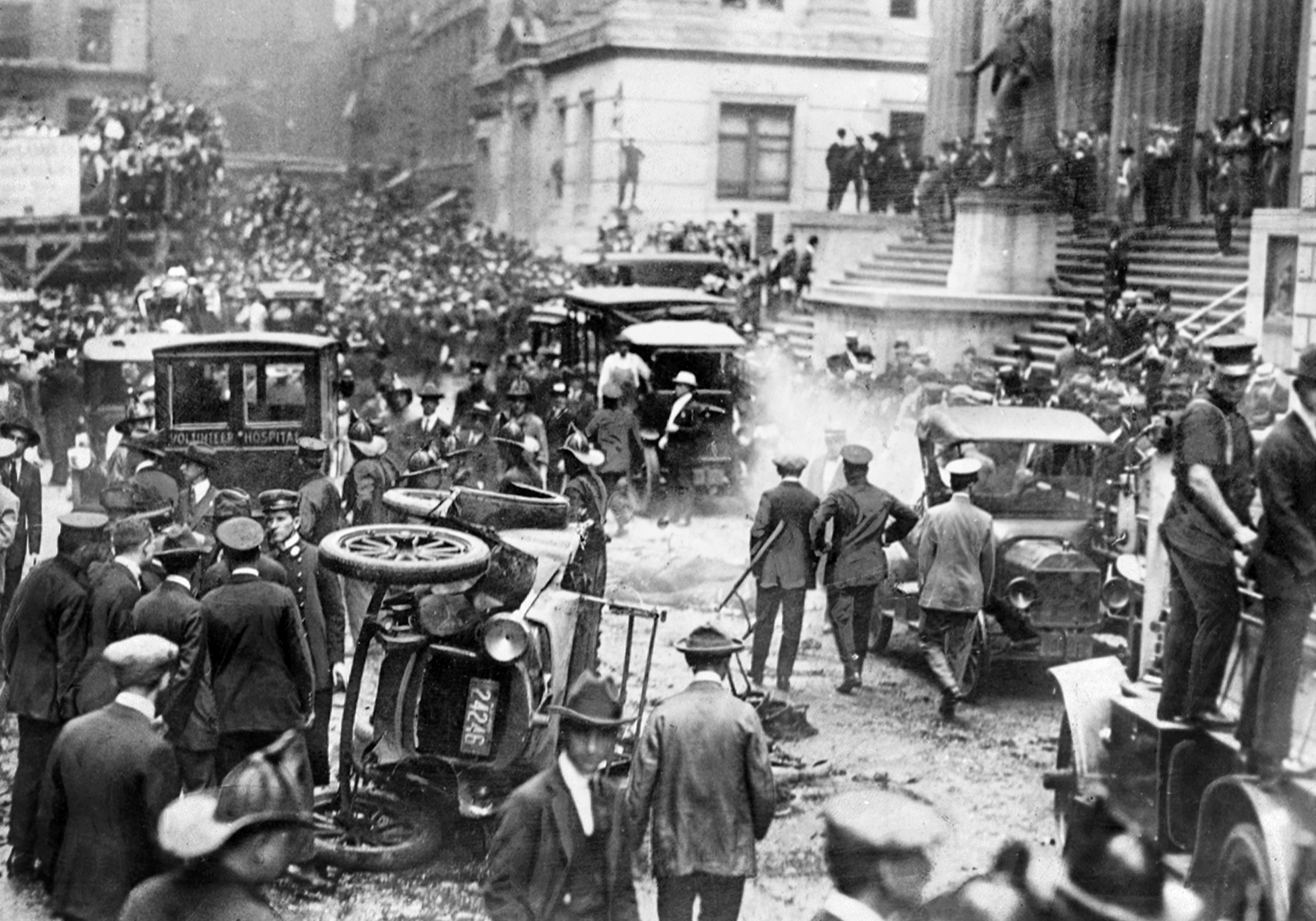
Dégâts causés par l'attentat de Wall Street en 1920.

L'attentat de la rue Saint-Nicaise le 24 décembre 1800 contre le général Bonaparte, Premier consul de France, mené à l'aide d'un tonneau transporté sur une charrette, peut être considéré comme l'un des précurseurs historiques des attentats à la voiture piégée. 
C'est en septembre 1920 que pour la première fois un véhicule cachant des explosifs est utilisé pour commettre un attentat. Son auteur aurait été un anarchiste italien, Mario Buda, qui aurait garé dans une rue de Wall Street sa charrette à cheval remplie vraisemblablement de plastic volé sur un chantier. Le procédé se montra d'une redoutable efficacité : l'attentat de Wall Street, outre quarante morts et plus de deux cents blessés (essentiellement des employés de bureau et des coursiers), provoqua des dégâts matériels considérables. La bourse de New York, fait sans précédent, fut temporairement fermée, et l'armée fut dépêchée sur les lieux de l'attentat. Malgré tous ses efforts, la police ne parvint jamais à identifier formellement son auteur. Dès lors depuis cette date, l'anarchiste Mario Buda est considéré comme l'inventeur de l'attentat à la voiture piégée.
La première utilisation d'un véhicule automobile pour commettre un attentat à la voiture piégée, en avril 1921, fut également le fait d'anarchistes, catalans cette fois : il s'agissait pour ces militants de la CNT de lancer un taxi qu'ils avaient volé et bourré d'explosifs au passage d'un défilé militaire. L'opération échoua, le véhicule n'ayant pas explosé.
Six ans plus tard, en 1927, ce fut le fermier américain Andrew Kehoe (en) qui, pour se venger de l'État fédéral qu'il rendait responsable de son endettement, reprit le procédé du véhicule piégé en commettant le premier attentat-suicide à la voiture piégée : après avoir fait exploser les charges de dynamite qu'il avait entreposées dans l'école élémentaire de Bath (Michigan), il se fit sauter avec son camion, qu'il avait garé devant cette école. Quarante-cinq personnes, dont trente-huit enfants, périrent dans cet attentat, dont le modus operandi est similaire à certains attentats ultérieures de l'IRA en 1972, ou les attentats de Bali perpétrés par la Jemaah Islamiyah en octobre 2002.

### Systématisation

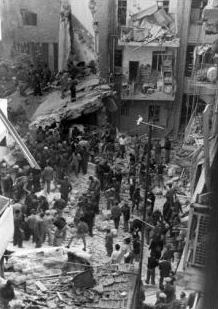
Attentat du Haut Comité arabe contre le marché de la rue Ben Yehuda à Jérusalem le 22 février 1948 : 53 morts.

#### Palestine (1947-1948)
Ce furent les combattants radicaux sionistes du Lehi (ou Groupe Stern) qui systématisèrent, principalement à Jaffa, l'utilisation du véhicule piégé dans la seconde moitié des années 1940, d'abord contre l'administration anglaise en Palestine, puis contre la population arabe : le premier de ces attentats, qui visait la destruction d'un commissariat d'Haïfa à l'aide un camion piégé, fit quatre morts et cent quarante deux blessés le 12 janvier 1947. Il s'agissait pour le groupe Stern de forcer l'administration britannique à recourir à des mesures de répression, ce qui devait avoir pour effet de pousser davantage de juifs à rejoindre les rangs des sionistes radicaux. 
Le Lehi inventa également une variante du véhicule piégé : une poussette pour enfant, lors de la planification d'une opération en vue d'éliminer le général Barker, responsable de la répression contre les Juifs entre 1945 et 1947. Une militante déguisée en « nanny » promena un landau rempli d'explosifs autour de la maison de Barker mais elle dut quitter les lieux avant que celui-ci ne se présente. 
L'Irgoun utilisa également ponctuellement une variante de la technique du véhicule piégé : des bidons d'explosifs lancés depuis la porte arrière d'un camion (quinze morts lors du premier attentat de ce type dans le quartier arabe de Jaffa en janvier 1948). Le procédé du véhicule-bombe fut ensuite repris à leur compte par leurs adversaires du Haut Comité arabe. Leur première tentative, à l'aide d'un camion piégé, fit cinquante blessés dans le quartier juif de Haïfa. Le 22 février 1948, un triple attentat à la voiture piégée fit près de 90 victimes à Jérusalem, ainsi que plusieurs centaines de blessés.
Mais pour être efficace, l'utilisation de voitures piégées implique la possibilité de circuler au sein de l'espace urbain visé par l'attentat : or, les quartiers juifs et arabes devinrent de plus en étanches, et les possibilités de passage de l'un à l'autre plus difficiles. Le conflit s'orienta donc progressivement vers des formes de guerre plus conventionnelles.

#### Guerre d'Algérie
La technique du véhicule piégé fit son apparition lors de la guerre d'Algérie, au moment des massacres d'août 1955, avec deux camions du FLN bourrés d'explosifs, qui furent interceptés par l'armée française avant de parvenir à destination (ils étaient destinés à fomenter un attentat contre le Quartier général de la police à Philippeville, aujourd'hui Skikda). Par la suite, le FLN ne devait pas réutiliser de véhicules piégés, y compris durant la campagne d'attentats aveugles destinés à démoraliser les habitants européens de la capitale algérienne lors de la bataille d'Alger.
En revanche, l'OAS devait en faire un usage intensif à partir de 1961, et surtout en 1962, avec l'opération Rock and Roll du début du mois de mars puis à l'annonce de la signature des accords d'Évian et à la proclamation du cessez-le-feu (19 mars 1962), qui « déchaîn[a] la folie meurtrière de l'OAS ». Entre cette date et le 26 juin (date à laquelle l'ex-colonel Dufour donne l'ordre d'y mettre fin), les attentats à la bombe et à la voiture piégée (dans tous les cas l'explosif utilisé était le plastic), les fusillades contre et les assassinats se succédèrent : certains jours, « on dénombr[a] un attentat tous les quarts d'heure ». Des attentats au véhicule piégé furent également organisés en France métropolitaine (l'explosion d'une camionnette piégée à Issy-les-Moulineaux, lors du congrès national du Mouvement de la paix en mars tua trois personnes et en blessa quarante-sept autres.) La tentative d'attentat la plus meurtrière de l'OAS eut pour cadre, début mai 1962, la banlieue algéroise : les commandos Delta de Roger Degueldre, après avoir volé un camion citerne, le piégèrent avec du plastic et le lancèrent depuis le sommet d'une colline sur un bidonville : il n'y eut que deux victimes, le camion ayant prématurément explosé. Mais le correspondant du journal Le Monde qui rapporta les faits estima que, si l'attentat s'était déroulé conformément à ce que ses instigateurs avaient prévu, entre 2 000 et 3 000 personnes auraient dû périr dans les flammes.
Comme pour le Lehi quinze ans auparavant, la stratégie de l'OAS fut celle de la provocation : il s'agissait de pousser le FLN à organiser des représailles contre les pieds-noirs, et à rompre ainsi les accords de cessez-le-feu signés en mars. Cette stratégie se révéla finalement contre-productive, et ne fit que hâter le départ des pieds-noirs d'Algérie, malgré l'interdiction de quitter le pays que l'OAS tenta d'imposer .

### Premiers succès stratégiques

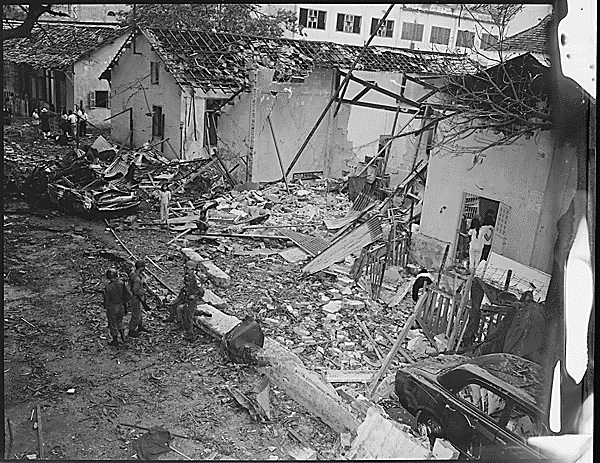
Décombres de l'hôtel Brink (Saigon) après l'attentat de l'hôtel Brink du 24 décembre 1964.

Le Viêt Nam connut une première vague d'attentats au véhicule piégé (essentiellement voitures et motocyclettes) dans les années 1951-1953, attribués au Việt Minh, mais dont l'instigateur réel était le général Trình Minh Thế, un membre dissident de la secte Cao-Dai soutenu par les Américains : il s'agit là de la technique de provocation dite de la « fausse bannière ». Le matériel servant à confectionner les explosifs aurait été récupéré sur des bombes françaises qui n'avaient pas explosé. Un Américain bien tranquille de Graham Greene (1955) évoque, sur le mode romanesque, cet épisode de la guerre d'Indochine.
Dix ans plus tard, en revanche, c'était bien le Front national de libération du Sud Viêt Nam (Vietcong), qui organisa des vagues d'attentats au véhicule piégé à Saïgon : en mai 1963, trois bicyclettes piégées explosèrent contre le bâtiment de la mission d'aide militaire américaine, faisant onze morts et quarante-deux blessés. Parmi d'autres attentats qui secouèrent l'année 1963-1964, un des plus spectaculaires eut lieu le 24 décembre 1964, date à laquelle une camionnette piégée explosa devant la façade de l'hôtel Brinks, une résidence fortifiée réservée aux officiers américains (deux morts, 107 blessés).
À partir du début de l'année 1965, la planification des attentats à Saïgon fut confiée par le FNL à une unité secrète très organisée basée sur place : le F-100. C'est elle qui organisa un attentat à la voiture piégée contre l'ambassade des États-Unis le 30 mars 1965. Les attentats se succédèrent sans discontinuer jusqu'en 1967, date à laquelle leur nombre décrut, à la suite de l'arrestation de certains des chefs du F-100, ainsi qu'à la construction de Long Binh, un complexe militaire de 16 km2 situé à vingt-cinq kilomètres de la ville, et destiné à fournir aux militaires américains un espace sécurisé en dehors de la capitale vietnamienne, rebaptisée « Bombsville » par les GIs. Ce repli partiel des forces américaines constitue sans doute le premier succès stratégique conséquent obtenu à l'aide de la technique du véhicule piégé.

### Innovations techniques
Le 24 août 1970 à 3 heures 42 du matin, une énorme explosion retentit à l'université du Wisconsin à Madison, en provenance du département de physique (Sterling Hall). Il s'agissait de l'explosion d'une camionnette piégée destinée à détruire l'Army Math Research Center (AMRC) hébergé dans le bâtiment. Ses auteurs (Karleton et Dwight Armstrong, David Fine et Leo Burt) entendaient par cet attentat (en) protester contre la guerre du Viêt Nam. Il causa plus de 2 millions de dollars de dégâts, fit quatre blessés et un mort, Robert Fassnacht (en), un physicien de 33 ans, par ailleurs pacifiste. Il eut également comme conséquence non désirée de mettre fin au mouvement étudiant de protestations contre la guerre dans le Wisconsin, et de porter un coup sérieux aux autres mouvements du même type dans tout le pays. Cet attentat fut le plus important commis sur le sol américain jusque dans les années 1990 (attentats du World Trade Center du 26 février 1993 et d'Oklahoma City du 19 avril 1995.)
Les auteurs de cet attentat avaient utilisé un procédé novateur dans la conception de leur bombe, dont ils avaient trouvé le mode d'emploi dans une brochure du Département de la chasse et de la pêche du Wisconsin qui expliquait comment creuser des mares artificielles à l'aide d'explosifs fabriqués à partir d'engrais artificiel (ammonitrate) mélangé à du fioul. Ce mélange serait dorénavant connu sous le nom de « nitrate-fioul ». Facile à se procurer, il permet à ceux qui veulent commettre des attentats à la bombe et qui ne disposent pas comme l'OAS de relais dans l'armée ou comme le Hezbollah de ressources militaires conséquentes, de confectionner des charges explosives très puissantes à moindre coût et avec une relative facilité : l'explosion qui provoqua la mort de 168 personnes à Oklahoma City fut ainsi causée par un camion piégé au nitrate-fioul.
Deux ans plus tard, l'Armée républicaine irlandaise provisoire (IRA provisoire) devait à son tour découvrir accidentellement le potentiel du nitrate-fioul, lorsqu'en décembre 1971, le chef de l'Intendance de l'organisation fut tué par l'explosion accidentelle d'un mélange d'explosifs à base d'engrais (le black stuff). Très vite, l'IRA devait utiliser cette découverte pour accroître sa puissance de feu : le 3 janvier 1972 un camion de bière piégé explosa devant un grand magasin de la Royal Avenue de Belfast. Les fûts de bière furent projetés contre les vitrines, et 63 personnes furent blessées par les éclats de verre. Les attentats se poursuivirent et s'intensifièrent après le « Bloody Sunday » du 30 janvier 1972, au cours duquel l'armée britannique ouvrit le feu sur les manifestants de l'Association pour les droits civiques de Londonderry, causant la mort de 14 personnes. Six mois plus tard, le 21 juillet 1972, l'IRA répliqua avec ce qui serait connu sous le nom de Bloody Friday, à savoir une série d'attentats à la bombe se succédant à intervalle très rapproché dans la ville de Belfast (une vingtaine d'explosions se produisant dans un intervalle d'une heure et demie). Bien que toutes ces bombes n'aient pas été cachées dans des voitures piégées, ce sont ces dernières qui furent les principales responsables des neuf victimes et des quelque cent trente blessés qui furent à déplorer ce jour-là.

### Utilisation massive

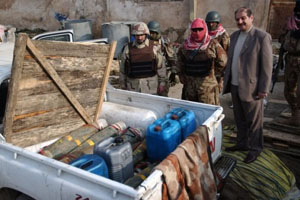
Engin explosif improvisé désamorcé en Irak. La charge est composée d'obus d'artillerie et de bidons de carburant.

## Utilisation militaire
L'utilisation de véhicule piégés lors d'attentats-suicide s'est répandue au sein de l'organisation État islamique, ces armes apportant une puissance de feu conséquente en l'absence d'artillerie, et étant particulièrement difficiles à arrêter. Le vocabulaire militaire leur donne le nom de « suicide vehicle-borne improvised explosive device », soit objet explosif improvisé placé dans un véhicule-suicide, souvent abrégé SVBIED, ou parfois de « véhicule suicide modifié », voire « véhicule-kamikaze ». Contre ce type d'armes, les lance-roquettes comme le RPG-7 se sont vite révélés inefficaces du fait de leur portée : des missiles antichars comme le AT-4 Spigot permettent de détruire les véhicules-suicide à une plus grande distance. Des véhicules piégés de ce type ont notamment été utilisés à plusieurs reprises lors de la bataille de Mossoul,. Les observateurs notent l'effet psychologique de ce type d'arme, notamment lors de la bataille de Ramadi lorsqu'elle est utilisée par vagues.